# Clancy
Clancy — седьмой студийный альбом американского музыкального дуэта Twenty One Pilots, релиз которого состоялся 24 мая 2024 года на лейбле Fueled by Ramen. Альбом стал «заключительной главой» в серии концептуальных релизов группы, а его название отсылает к главному герою пятого студийного альбома Trench.

## Об альбоме
22 февраля 2024 года на YouTube-канале коллектива вышло видео «I am Clancy», в котором раскрывается сюжетная линия пластинок группы. Через неделю, 29 февраля, выходит первый сингл Overcompensate. Группа анонсирует альбом, а на веб-сайте открывается предзаказ. Дату выхода альбома назначили на 17 мая.
Второй сингл Next Semester вышел вместе с клипом месяцем позже, 27 марта 2024 года.
24 апреля группа объявила о переносе релиза на 24 мая, поскольку дуэт хочет снять клипы на каждую песню в треклисте. На следующий день, 25 апреля, вышел третий альбомный сингл Backslide. Режиссёром клипа выступил барабанщик коллектива Джош Дан.
Клип на The Craving (Single Version) вышел 22 мая 2024 года. Стоит отметить, что Single Version есть альтернативная версия трека, отличная от Jenna's Version, представленная в альбоме, другим звучанием.
24 мая альбом увидел свет. В этот же день на YouTube-канале была проведена трансляция, где показали все клипы, кроме Paladin Strait. Фронтмен Тайлер Джозеф заявил, что клип выйдет в первой половине июня, и он не будет концом истории.
29 мая вышел документ для скачивания «Clancy: Digital Remains», включающий в себя концертные версии четырёх синглов и несколько страниц, содержащих новые фотографии и «артефакты», связанные с созданием альбома.
21 июня 2024 года вышел клип на трек Paladin Strait.
Также альбом дебютировал с 3-го места в Billboard 200.

## Список композиций
| №                   | Название                        | Длительность |
| ------------------- | ------------------------------- | ------------ |
| 1.                  | «Overcompensate»                | 3:56         |
| 2.                  | «Next Semester»                 | 3:54         |
| 3.                  | «Backslide»                     | 3:00         |
| 4.                  | «Midwest Indigo»                | 3:16         |
| 5.                  | «Routines in the Night»         | 3:22         |
| 6.                  | «Vignette»                      | 3:22         |
| 7.                  | «The Craving (Jenna's Version)» | 2:54         |
| 8.                  | «Lavish»                        | 2:38         |
| 9.                  | «Navigating»                    | 3:43         |
| 10.                 | «Snap Back»                     | 3:30         |
| 11.                 | «Oldies Station»                | 3:48         |
| 12.                 | «At the Risk of Feeling Dumb»   | 3:23         |
| 13.                 | «Paladin Strait»                | 6:28         |
| Общая длительность: | Общая длительность:             | 47:18        |